# Between Angels and Insects
"Between Angels and Insects" (em português:  Entre Anjos e Insetos) é o terceiro single do álbum Infest, lançado pela banda de rock alternativo Papa Roach em 2001. A canção teve mais sucesso no Reino Unido e na Irlanda, onde chegou as posições #17 e #20 respectivamente. A canção fala sobre como o consumismo é ruim, como é mostrado no refrão "Take my money, take my possessions, take my obsession, I don't need that shit..." ("Pegue meu dinheiro, pegue minhas posses, pegue minha obsessão, eu não preciso dessa merda..."), e também em outras partes da canção.
A letra da canção faz várias referências ao romance Fight Club de Chuck Palahniuk. Algumas partes da canção, "...working jobs that you hate for that shit you dont need...", "...the things you own, own you now..."("...trabalhar em empregos que você odeia por aquela merda que você não precisa..."," ...as coisas que você possui, possuem você agora..."), foram retiradas diretamente de um discurso feito por Tyler Durden, na adaptação cinematográfica do livro.

## Videoclipe
Dirigido por Joseph Kahn, o videoclipe apresenta a banda tocando em uma garagem. A câmera faz vários efeitos especiais como morphing a partir de um ângulo para ângulo rapidamente, mostra a banda em super slow motion e até mesmo a camêra passando através do corpo dos integrantes, revelando seus interiores, efeitos que lembram a versão do filme Clube da Luta. As baratas aparecem em várias ocasiões, no rosto do baixista Tobin Esperance e também quando Jacoby Shaddix grita.

## Faixas
CD Maxi
| N.º | Título                                                      | Duração |  |
| 1.  | "Between Angels and Insects" (Versão do Álbum)              | 3:56    |  |
| 2.  | "Blood Brothers" (Ao Vivo - Universal Buzz Edição de Rádio) | 3:32    |  |
| 3.  | "Binge" (Ao Vivo - Universal Buzz Edição de Rádio)          | 3:56    |  |
| 4.  | "Between Angels and Insects" (Video)                        |         |  |

CD Single - Europa
| N.º | Título                                         | Duração |  |
| 1.  | "Between Angels and Insects" (Edição de Rádio) | 3:58    |  |
| 2.  | "Last Resort" (Ao Vivo)                        | 3:33    |  |
| 3.  | "Binge" (Ao Vivo)                              | 3:50    |  |
| 4.  | "Between Angels and Insects" (Enhanced Video)  |         |  |

CD Single - Austrália
| N.º | Título                                 | Duração |  |
| 1.  | "Between Angels and Insects"           |         |  |
| 2.  | "Last Resort"                          |         |  |
| 3.  | "Dead Cell" (Ao Vivo)                  |         |  |
| 4.  | "Legacy" (Faixa não incluida no álbum) |         |  |
| 5.  | "Broken Home" (Enhanced Video)         |         |  |
| 6.  | "Last Resort" (Enhanced Video)         |         |  |

CD single Edição Limitada - Reino Unido
| N.º | Título                                                         | Duração |  |
| 1.  | "Between Angels and Insects" (Versão do Álbum)                 | 3:57    |  |
| 2.  | "Tightrope" (Ao Vivo em Astoria, Londres em Janeiro de 2001)   | 5:14    |  |
| 3.  | "Barbed Wire" (Ao Vivo em Astoria, Londres em Janeiro de 2001) | 3:46    |  |

## Posições nas paradas musicais
| Parada musical (2001)                       | Melhor posição |
| ------------------------------------------- | -------------- |
| Alemanha - Germany Top 100 Singles          | 94             |
| Austrália - ARIA Alternative Top 25 Charts  | 8              |
| Austrália - ARIA Hitseekers                 | 9              |
| Austrália - ARIA Top 100 Singles Chart      | 86             |
| Estados Unidos - Alternative Songs          | 16             |
| Estados Unidos - Hot Mainstream Rock Tracks | 27             |
| Irlanda - IRMA                              | 20             |
| Reino Unido - UK Singles Chart              | 17             |